# توم جاريك
توم جاريك (بالإنجليزية: Tom Garrick)‏ مواليد 7 يوليو 1966 في ويست وارويك، هو مدرب كرة سلة أمريكي ولاعب سابق. بدأ مسيرته الاحترافية في سنة 1988. تم اختياره من قبل فريق لوس أنجلوس كليبرز خلال الدرافت. يبلغ طوله 6 قدم 2 بوصة (1.9 م). اعتزل اللعب في 1998.

## المسيرة الاحترافية
لعب مع لوس أنجلوس كليبرز من سنة 1988 إلى 1991، ثم لعب مع سان أنطونيو سبرز في سنة 1991، ثم لعب مع مينيسوتا تمبر ولفز في موسم 1991–1992، ثم لعب مع دالاس مافيريكس في سنة 1992، ثم لعب مع نادي إشبيلية لكرة السلة في الدوري الإسباني في موسم 1996–1997.

## روابط خارجية
- توم جاريك على موقع إن بي أي (الإنجليزية)
- توم جاريك على موقع سبورتس رفرنس (الإنجليزية)
- توم جاريك على موقع الدوري الإسباني لكرة السلة (الإسبانية)
- توم جاريك على موقع كرة السلة الأوروبية.كوم (الإنجليزية)
- توم جاريك على موقع كلية كرة السلة في سبورتس رفرنس.كوم (الإنجليزية)
- توم جاريك على موقع ريلجم (الإنجليزية)
- توم جاريك على موقع بروبوليرز (الإنجليزية)
- توم جاريك على موقع كلية كرة السلة في سبورتس رفرنس.كوم (الإنجليزية)
- توم جاريك على موقع سبورتس رفرنس (الإنجليزية)